# Pimpla hova
Pimpla hova är en stekelart som beskrevs av André Seyrig 1932. Pimpla hova ingår i släktet Pimpla och familjen brokparasitsteklar. Inga underarter finns listade i Catalogue of Life.